# Togliatti (Russie)
Pour les articles homonymes, voir Togliatti et Stavropol.
Togliatti (en russe : Тольятти, prononcé Toliatti) mais orthographié à l'italienne en français en raison de l'origine de son nom, Palmiro Togliatti, jusqu'en 1964 Stavropol-sur-Volga (Ставрополь-на-Волге, du grec Σταυρούπολη, litt.  « Ville de la Croix »), par contraction Stavropol-de-la-Volga (Страврополь-Вольский, Stravropol-Voljski), est une ville de l'oblast de Samara, en Russie. Sa population s'élevait à 710 567 habitants en 2017. Deuxième ville de l'oblast de Samara, Togliatti est la plus grande ville de Russie à ne pas avoir le statut de capitale régionale.

## Toponymie
Jusqu'en 1964 la ville se nomme Stavropol-sur-Volga (Ставрополь-на-Волге, du grec Σταυρούπολη, litt.  « Ville de la Croix »), ce qui aboutit par contraction à Stavropol-de-la-Volga (Страврополь-Вольский, Stravropol-Voljski).
Stavropol est renommée Togliatti en 1964, en l'honneur de l'homme politique italien Palmiro Togliatti, l'un des fondateurs du Parti communiste italien, mort cette année-là au cours de ses vacances estivales à Yalta, en Union soviétique à cette époque. Après la faillite de l'Union soviétique en 1990, il est envisagé de revenir au nom initial de Stavropol-sur-Volga en 1992, mais des considérations plus urgentes et pragmatiques — notamment la confusion avec la région natale de Mikhail Gorbatchev — font ajourner ce projet culturel sine die.
Il ne faut pas confondre Togliatti, anciennement Stavropol-sur-Volga avec la ville de Stavropol, à l'Est de Krasnodar, au pied du Caucase.

## Géographie

### Situation
Togliatti est située sur la rive gauche de la Volga, à 59 km au nord-ouest de Samara, face à Jigouliovsk et aux monts Jigouli, et à 800 km au sud-est de Moscou.

### Voies de communication et transports
Togliatti se trouve sur la magistrale M5 reliant Moscou à l'Oural. Il faut compter environ quatorze heures pour rallier la capitale russe via cette route. C'est par cette même route qu'une grande partie des automobiles Lada-AvtoVAZ sont acheminées à Moscou. La magistrale M5 forme le tronçon Moscou-Oural de la E30 reliant Cork, en Irlande, à Omsk, en Russie, en passant donc par Togliatti.
Togliatti est desservie par l'aéroport international de Kouroumotch/Samara se trouvant à une cinquantaine de kilomètres de la ville. Outre les vols intérieurs, des compagnies aériennes turques, tchèques, grecques, finlandaises, émiraties, tadjiks, ouzbèkes et espagnoles sont présentes dans l'aéroport.
La Compagnie des chemins de fer russes dessert la ville avec six trains par jour. Sont mis en place des liaisons avec les villes suivantes à raison d'un départ et d'une arrivée par jour : Moscou, Saint-Pétersbourg et Adler.
Se trouvant au bord de la Volga, Togliatti possède aussi un port. Il s'agit avant tout d'un port de commerce permettant de transporter notamment les produits chimiques de TogliattiAzot et des conteneurs (souvent après ou avant acheminement par train depuis ou vers l'Est de la Russie) jusqu'à la mer Baltique et la mer d'Azov. Le port propose aussi des lignes régulières les vendredis, samedis et dimanches jusqu'à Samara et Syzran ainsi qu'entre les différents quartiers de Togliatti et sa proche banlieue le long de la Volga.

## Histoire
Selon Vassili Tatichtchev, en 1737 fut fondée une forteresse appelée Stavropol-sur-Volga (Ставрополь-на-Волге) pour défendre les frontières Est de la Russie.
Durant la construction de la centrale hydroélectrique de la Volga, entre 1955 et 1957, l'ancienne ville se trouva submergée par le réservoir de Kouïbychev formé par le barrage de Jigouli-Kouïbychev. Une nouvelle ville est donc construite et renommée Togliatti en 1964, en l'honneur de l'homme politique italien Palmiro Togliatti, l'un des fondateurs du Parti communiste italien, et son secrétaire général de 1938 à sa mort survenue cette année-là au cours de vacances d'été passées en Union soviétique, à Yalta.

## Politique et administration

### Résultats électoraux
| Scrutin          | 1er tour | 1er tour | 1er tour  | 1er tour | 1er tour | 1er tour | 1er tour | 1er tour | 1er tour | 1er tour | 1er tour | 1er tour | 2d tour     | 2d tour     | 2d tour     | 2d tour     | 2d tour     | 2d tour     | 2d tour     | 2d tour     |
| Scrutin          | 1er      | 1er      | %         | 2e       | 2e       | %        | 3e       | 3e       | %        | 4e       | 4e       | %        | 1er         | %           | 2e          | %           | 3e          | %           | 4e          | %           |
| ---------------- | -------- | -------- | --------- | -------- | -------- | -------- | -------- | -------- | -------- | -------- | -------- | -------- | ----------- | ----------- | ----------- | ----------- | ----------- | ----------- | ----------- | ----------- |
| Municipales 2013 |          | ER       | 51,67     |          | KPRF     | 15,99    |          | GP       | 8,78     |          | LDPR     | 5,56     | Tour unique | Tour unique | Tour unique | Tour unique | Tour unique | Tour unique | Tour unique | Tour unique |
| Municipales 2018 |          | KPRF     | 35,85     |          | ER       | 28,37    |          | LDPR     | 15,16    |          | SRZP     | 13,43    | Tour unique | Tour unique | Tour unique | Tour unique | Tour unique | Tour unique | Tour unique | Tour unique |
| Municipales 2023 |          | ER       | 30 sièges |          | SE       | 3 sièges |          | LDPR     | 1 siège  |          | KPRF     | 1 siège  | Tour unique | Tour unique | Tour unique | Tour unique | Tour unique | Tour unique | Tour unique | Tour unique |

## Population et société

### Évolution démographique
Recensements (*) ou estimations de la population
| 1856  | 1863  | 1897* | 1926* | 1939* | 1946   |
| ----- | ----- | ----- | ----- | ----- | ------ |
| 4 200 | 4 652 | 5 969 | 6 473 | 9 300 | 12 000 |

| 1959*  | 1970*   | 1979*   | 1989*   | 2002*   | 2010*   |
| ------ | ------- | ------- | ------- | ------- | ------- |
| 61 281 | 250 853 | 502 036 | 630 543 | 702 879 | 719 632 |

| 2012    | 2013    | 2014    | 2015    | 2016    | 2017    |
| ------- | ------- | ------- | ------- | ------- | ------- |
| 719 596 | 719 149 | 718 127 | 718 869 | 712 392 | 710 567 |

### Composition ethnique
- Russes - 597 141 (86,15 %) ;
- Tatars - 28 631 (4,13 %) ;
- Ukrainiens - 14 286 (2,06 %) ;
- Mordves - 12 356 (1,78 %) ;
- Tchouvaches - 11 216 (1,62 %) ;
- Azéris - 4 854 (0,7 %) ;
- Arméniens - 4 417 (0,64 %) ;
- Ouzbeks - 3 278 (0,47 %) ;
- Biélorusses - 3 104 (0,45 %) ;
- Tadjiks - 2 095 (0,3 %).

### Enseignement

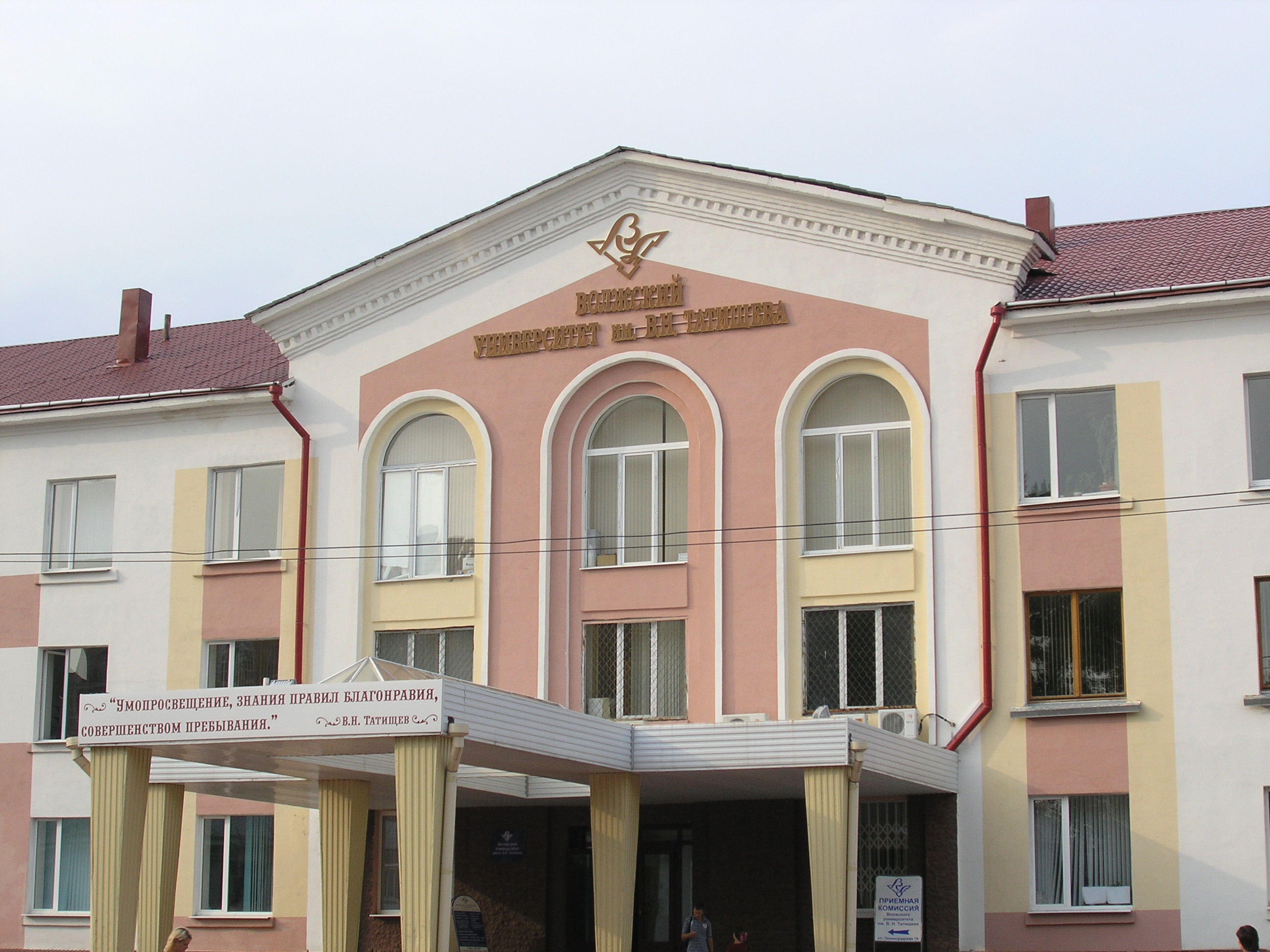
L'.

Les principales universités de la ville sont :
- Université d'Etat de Togliatti (en) est une branche de l'Université pédagogique d’État de Samara. Elle est la plus ancienne et la plus grande université de la ville ;
- Université d'État de la région de la Volga: commerce, designers, créateurs de mode, travailleurs sociaux, spécialistes de la maintenance ;
- Académie de Management de Togliatti (ru) - entrepreneuriat, management, spécialistes du secteur bancaire, informatique ;
- Université Tatichtchev (ru) : environnement ;
- Institut des Arts de Togliatti.

### Sport

#### Équipements sportifs
- Palais des sports Volgar, complexe omnisports
- Lada Arena
- Stade Torpedo, stade de football de 18 500 personnes
- Complexe sportif Anatoli Stepanov, Stade / circuit de 15 000 personnes

#### Clubs sportifs
- Le Lada Togliatti (en russe : Хоккейный клуб «Лада» Тольятти) est un club de hockey sur glace professionnel.
- Handball Club Lada Togliatti (en russe : Гандбольный клуб «Лада» Тольятти, Gandbolny kloub « Lada » Toliatti), club de handball féminin
- FK Lada Togliatti, club de football masculin
- Mega Lada, club de speedway (moto)

## Économie
- AvtoVAZ
- Chantier naval de Togliatti : construction et réparation de navires.
- Volgocemmash[13] (en russe : Волгоцеммаш) : fabrication d'équipements pour l'industrie du ciment.
- Transformator[14] (Тольяттинский Трансформатор) : équipement électrique.
- TogliattiAzot (ТольяттиАзо́т) : entreprise chimique (ammoniac).
- GM-AvtoVAZ.

Les fabricants de composants automobiles « Valeo » et « Faurecia » ( France).

### Complexe automobileAvtoVaz
Togliatti connut un essor rapide à partir de la fin des années 1960 en raison de l'implantation de l'énorme complexe de construction automobile AvtoVAZ — abréviations de Voljski Avtomobilny Zavod ou « Usine d'automobiles de la Volga » — construit avec l'aide de la firme italienne Fiat à partir de 1966. Réplique du site turinois de Mirafiori, l'usine de Togliatti fabrique à partir de 1970 des voitures dérivées de la Fiat 124 et connues en Union soviétique sous le nom officiel de VAZ-2101 et renommées « Jigouli », d'après le nom de montagnes des environs de Togliatti, à la suite d'un concours organisé par le magazine Za Rouliem.
À l'exportation, les automobiles VAZ sont commercialisées sous la marque « Lada » et c'est généralement sous ce nom que l'entreprise est connue à l'étranger. Depuis le début du XXIe siècle, la société Renault détient 25 % du capital d'AvtoVaz et jusqu'à 68 % en 2022 lors de la vente de ses actifs à la suite de l'invasion de l'Ukraine par la Russie . L'usine produit quelque 900 000 véhicules. Projet d’assemblage d'un nouveau modèle Datsun.
Le site de l'usine AvtoVaz couvre plus de 600 hectares et la surface totale des bâtiments dépasse quatre millions de mètres carrés. L'effectif de l'usine est passé de 106 000 salariés en 2009 à 55 000 en 2014 et devrait tomber à 20 000 en 2020. En 2017, la capacité de l'usine est de 650 000 véhicules par an. Elle comprend trois lignes de production de véhicules et lignes de moteurs et de composants et fabrique quatre marques de véhicules pour l'Alliance Renault-Nissan : 
- Lada : modèles Largus, XRAY, Kalina, Granta, Priora, Niva
- Renault : Logan, Sandero
- Nissan : Almera
- Datsun : on-DO, mi-DO

### Énergie
- Barrage de Jigouli-Kouïbychev (Жигулёвская ГЭС, Jigouliovskaïa GuES)
- RusHydro ou en russe РусГидро (auparavant appelée Hydro-OGK)

## Culture locale et patrimoine

### Lieux de culte

#### Orthodoxe
- Église de l'Assomption de la Bienheureuse-Vierge-Marie (reconstruite en 1995), de culte orthodoxe.
- Église Notre-Dame-de-Kazan (ru),
- Cathédrale de la Transfiguration (en), siège de l'éparchie de Togliatti
- Église de l'Assomption-de-la-Sainte-Vierge (ru)
- Monastère de l'Annonciation (en)

#### Catholique
- Église Saint-Jean-Paul II, construite en 2015, de culte catholique

#### Islam
- Mosquée de Togliatti (ru)

## Personnalités liées à Togliatti
- Fiodor Vassiliev (1850-1873), peintre, a peint plusieurs de ses tableaux à Togliatti et dans les environs.
- Constantin Gorbatov (1876-1945), peintre impressionniste.
- Guennadi Tsygourov (1942-2016), joueur de hockey sur glace, a joué à Togliatti et y est mort.
- Viatcheslav Boutsaïev (1970), joueur de hockey sur glace.
- Alekseï Kovaliov (1973), joueur de hockey sur glace.
- Andreï Razine (1973), joueur de hockey sur glace.
- Viktor Kozlov (1975), joueur de hockey sur glace.
- Aleksey Nemov (1976), gymnaste, a grandi à Togliatti.
- David Raindovitch Gogia (1976), boxeur, champion de Russie et d'Europe.
- Alekseï Smirnov (1977), joueur de tennis de table.
- Iouri Boutsaïev (1978), joueur de hockey sur glace.
- Alekseï Tezikov (1978), joueur de hockey sur glace.
- Aleksandr Guerunov (1979), karatéka, champion du monde et d'Europe.
- Ilya Bryzgalov (1980), joueur de hockey sur glace, vainqueur de la coupe Stanley en 2007 avec les Ducks d’Anaheim, médaillé de bronze aux Jeux olympiques d'hiver de 2002.
- Vladimir Malenkikh (1980), joueur de hockey sur glace.
- Nailya Yulamanova (1980), marathonienne.
- Ekaterina Demagina (1982), joueuse de basket-ball.
- Igor Strelkov (1982), joueur de football.
- Vassili Kochetchkine (1983), joueur de hockey sur glace.
- Maksim Kondratiev (1983), joueur de hockey sur glace.
- Igor Grigorenko (1983), joueur de hockey sur glace.
- Dmitri Vorobiov (1985), joueur de hockey sur glace. Champion du monde avec la Russie en 2008.
- Rouslan Khassanchine (1985), joueur de hockey sur glace.
- Denis Iejov (1985), joueur de hockey sur glace.
- Alekseï Iemeline (1986), joueur de hockey sur glace.
- Aleksandr Boumaguine (1987), joueur de hockey sur glace.
- Anton Kryssanov (1987), joueur de hockey sur glace.
- Valery Kaykov (1988), coureur cycliste.
- Marat Kalimouline (1988-2011), joueur de hockey sur glace, tué lors de l'accident du vol 9633 Yak-Service le 7 septembre 2011.
- Ievgueni Bodrov (1988), joueur de hockey sur glace.
- Dmitri Ryjov (1989), joueur de football.
- Viatcheslav Kouznetsov (1989), coureur cycliste.
- Ekaterina Davidenko (1989), joueuse de handball.
- Olga Tchernoïvanenko (1989), joueuse de handball.
- Anton Klementiev (1990), joueur de hockey sur glace.
- Stepan Krivov (1990), joueur de hockey sur glace.
- Olga Gorchenina (1990), joueuse de handball.
- Stanislav Kritsiouk (1990), joueur de football.
- Semion Valouïski (1991), joueur de hockey sur glace.
- Ekaterina Ilina (1991), joueuse de handball.
- Alexandre Dereven (1992), joueur de handball.
- Ivan Boukavchine (1995-2016), joueur d'échecs.
- Daria Kasatkina (1997), joueuse de tennis.
- Denis Gourianov (1997), joueur de hockey sur glace.
- Andrey Makolov (1998), gymnaste.

## Jumelages
- Flint (États-Unis)
- Kazanlak (Bulgarie)
- Luoyang (Chine)
- Mingachevir (Azerbaïdjan)
- Nagykanizsa (Hongrie)
- Wolfsbourg (Allemagne) depuis 1991
- Plaisance (Italie) depuis 2009

Un partenariat pour le Festival international de Colmar avec :
- Colmar (France)